# Harry Gribbon
Harry Gribbon (9 de junho de 1885 – 28 de julho de 1961) foi um ator de cinema norte-americano. Ele atuou em 144 filmes mudos entre 1915 e 1938. Ele era irmão do ator Eddie Gribbon e trabalhou para L-KO Kompany (en) depois começando com Mack Sennett. Muitos de seus filmes a partir desta época foram perdidos.

## Filmografia selecionada
- Fatty and Mabel at the San Diego Exposition (1915)
- Mabel, Fatty and the Law (1915)
- Fatty and the Broadway Stars (1915)
- Their Social Splash (1915)
- A Social Cub (1916)
- A Dash of Courage (1916)
- The King of the Kitchen (1918)
- Business Before Honesty (1918)
- Down on the Farm (1920)
- A Small Town Idol (1921)
- Rose-Marie (1928)
- The Cameraman (1928)
- Show People (1928)
- Tide of Empire (1929)
- The Bees' Buzz (1929)
- On with the Show (1929)
- The Mysterious Island (1929)
- So Long Letty (1929)
- Dumb Dicks (1931)
- Ride Him, Cowboy (1932)[1]
- Art Trouble (1934) estreia do filme de James Stewart